# 堀田正亮
堀田 正亮（ほった まさすけ）は、江戸時代中期の大名、老中首座。出羽国山形藩主、下総国佐倉藩初代藩主。官位は従四位下・侍従。正俊系堀田家5代。

## 略歴
堀田正俊の四男・堀田正武の長男。父が幼い時に死んだため、伯父の山形藩主・堀田正虎に養子に迎えられ、享保14年（1729年）の正虎の死後に3000石を与えられ旗本として別家を立てた。正虎の跡を継いだ正春が嗣子を残さずに早世した際、養子となり家督を継いだ。
寺社奉行、大坂城代を経て老中、老中首座となる。老中在職中に宇和島藩主・伊達村候と仙台藩主・伊達宗村の争いを調停した。また、老中在職中の延享3年（1746年）に佐倉へ転封となり、以後は幕末まで正俊系堀田家による佐倉の支配が定着した。
在職中に死去した。

## 年表
- 1712年（正徳2年） ：生まれる
- 1729年（享保14年）：3000石新封、旗本寄合席
- 1731年（享保16年）：山形藩堀田家相続
- 1741年（寛保元年）：奏者番
- 1742年（寛保2年） ：寺社奉行（7月1日）
- 1744年（延享元年）：大坂城代（5月1日）
- 1745年（延享2年） ：老中（11月13日）
- 1746年（延享3年） ：佐倉に国替
- 1749年（寛延2年） ：老中首座
- 1760年（宝暦10年）：1万石加増
- 1761年（宝暦11年）：死去（2月8日）、享年50

## 官歴
- 1731年（享保16年）：従五位下・相模守
- 1744年（延享元年）：従四位下
- 1745年（延享2年） ：侍従

## 系譜
- 父：堀田正武（1685年 - 1715年）
- 母：小林氏
- 養父：堀田正虎（1662年 - 1729年）
- 養父：堀田正春（1715年 - 1731年）
- 正室：千賀姫 - 松平定逵の養女、松平定儀の娘
- 側室：町田氏
  - 六男：堀田正順（1745年 - 1805年）
- 生母不明の子女
  - 長男：堀田正定
  - 四男：堀田正泰
  - 八男：堀田正通
  - 九男：堀田正時（1761年 - 1811年）
  - 女子：園 - 榊原政永正室
  - 女子：戸田氏英正室
  - 女子：松平忠祇正室
  - 女子：本多助之正室
  - 女子：大久保忠喜正室
  - 女子：祥運院 - 間部詮茂正室
  - 女子：上田義篤正室
  - 女子：横山知明正室